# Home Nations Championship 1937
Home Nations Championship 1937 – trzydziesta trzecia edycja Home Nations Championship, mistrzostw Wysp Brytyjskich w rugby union, rozegrana pomiędzy 16 stycznia a 3 kwietnia 1937 roku. Wliczając turnieje w poprzedniej formie, wraz z Pucharem Pięciu Narodów, była to pięćdziesiąta edycja tych zawodów. W turnieju zwyciężyła Anglia, która pokonała wszystkich rywali i tym samym zdobyła Triple Crown.
Zgodnie z ówczesnymi zasadami punktowania dropgol był warty cztery punkty, podwyższenie dwa, natomiast przyłożenie i pozostałe kopy trzy punkty.

## Mecze
| 16 stycznia 1937 | Anglia       | 4:3(4:3) | Walia         | Twickenham Stadium, Londyn Widzów: 65 000 Sędzia: R. Beattie |
| 16 stycznia 1937 | Sever 4 (dg) | 4:3(4:3) | Wooller 3 (P) | Twickenham Stadium, Londyn Widzów: 65 000 Sędzia: R. Beattie |

| 6 lutego 1937 | Walia          | 6:13(3:3) | Szkocja                                   | St. Helens Ground, Swansea Widzów: 35 000 Sędzia: Cyril Gadney |
| 6 lutego 1937 | Wooller 6 (2P) | 6:13(3:3) | Dick 6 (2P) R. Shaw 3 (P) G. Shaw 4 (2pd) | St. Helens Ground, Swansea Widzów: 35 000 Sędzia: Cyril Gadney |

| 13 lutego 1937 | Anglia                                 | 9:8 | Irlandia                   | Twickenham Stadium, Londyn Sędzia: Wilf Faull |
| 13 lutego 1937 | Butler 3 (P) Sever 3 (P) Cranmer 3 (K) | 9:8 | Moran 6 (2P) Bailey 2 (pd) | Twickenham Stadium, Londyn Sędzia: Wilf Faull |

| 27 lutego 1937 | Irlandia                                                | 11:4(3:0) | Szkocja        | Lansdowne Road, Dublin Sędzia: Cyril Gadney |
| 27 lutego 1937 | Alexander 3 (P) McMahon 3 (P) Moran 3 (P) Bailey 2 (pd) | 11:4(3:0) | J. Shaw 4 (dg) | Lansdowne Road, Dublin Sędzia: Cyril Gadney |

| 20 marca 1937 | Szkocja       | 3:6(0:3) | Anglia                  | Murrayfield Stadium, Edynburg Sędzia: S. Donaldson |
| 20 marca 1937 | G. Shaw 3 (K) | 3:6(0:3) | Sever 3 (P) Unwin 3 (P) | Murrayfield Stadium, Edynburg Sędzia: S. Donaldson |

| 3 kwietnia 1937 | Irlandia                   | 5:3(0:3) | Walia       | Ravenhill Stadium, Belfast Widzów: 20 000 Sędzia: Malcolm Allan |
| 3 kwietnia 1937 | Bailey 3 (P) Walker 2 (pd) | 5:3(0:3) | Legge 3 (P) | Ravenhill Stadium, Belfast Widzów: 20 000 Sędzia: Malcolm Allan |

## Inne nagrody
- Triple Crown –  Anglia (po pokonaniu wszystkich rywali z Wysp Brytyjskich)
- Calcutta Cup –  Anglia (po zwycięstwie nad Szkocją)
- Drewniana łyżka –  Walia (za zajęcie ostatniego miejsca w turnieju)